# De holle heks
De holle heks is een  stripverhaal uit de reeks van Jerom, uitgegeven door de Standaard Uitgeverij in 1985.

## Locaties
- Clubhuisje van Dolly, huis van Jerom, Astroid[1], Efteling[2], planeet van Hans en Grietje, Krummbach in het Zwarte Woud, peperkoekhuisje van de heks, grote woning van de vader van Hans en Grietje

## Personages
- Jerom, Dolly, Astrotol, kinderen, publiek in de Efteling, man in koekoeksklokwinkel, vader van Hans en Grietje, Hans, Grietje, stiefmoeder (dochter van de heks)

## Het verhaal

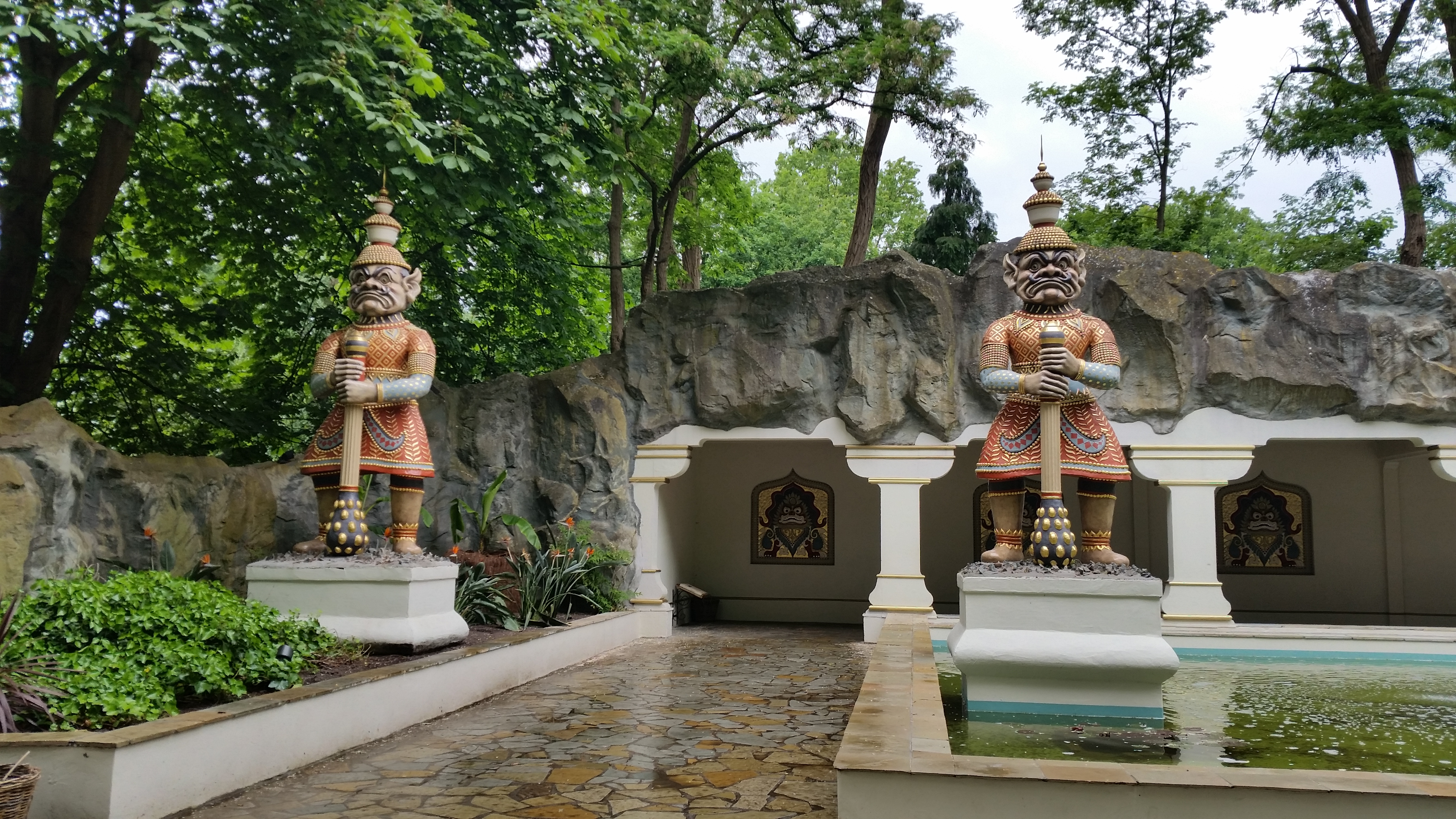
De wachters bij de ingang van De Indische waterlelies

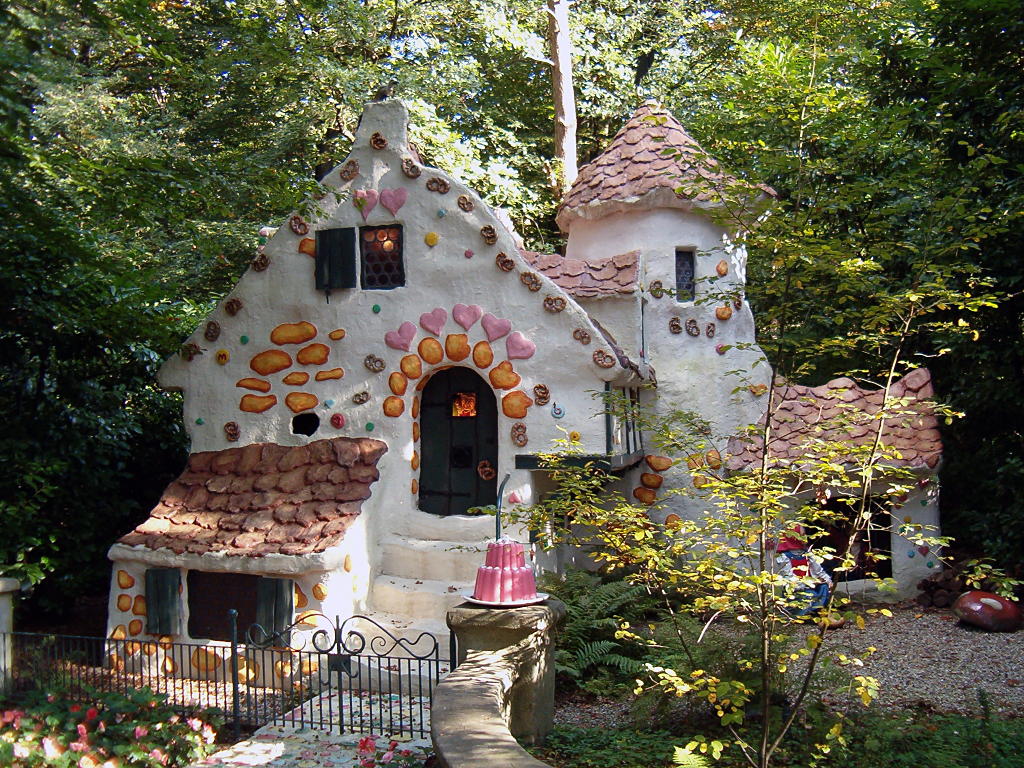
De heks kijkt door het luikje in de deur van het peperkoekhuisje in het Sprookjesbos

Jerom en Dolly zijn een dagje met de kinderen naar de Efteling. Ze zien de enorme wachters bij de ingang van de Indische waterlelies en Dolly vertelt over het verhaal van koningin Fabiola. Dolly vertelt ook over het avontuur dat Suske en Wiske daar hebben beleefd. Ze komen bij het peperkoekhuisje van de heks van Hans en Grietje terecht en gaan nog wat drinken in het Panorama restaurant. Dan brengen ze de kinderen weer naar huis. 
Jerom en Dolly gaan de volgende dag naar Astrotol en hij wijst hen de weg naar de planeet van Hans en Grietje. Ze komen in Krummbach terecht en een man in een koekoeksklok-winkel vertelt waar de vader van Hans en Grietje woont. Hij heeft een groot huis gekocht van het geld van de heks. De vader vertelt dat Grietje is ontvoerd door zijn vrouw, ze wil wraak nemen. Ze blijkt namelijk de dochter van de heks te zijn. Dolly en Jerom worden door een sprekende eekhoorn naar het peperkoekhuisje gebracht. Dolly neemt een hap en verandert in een boom. Hans is ook op zoek naar zijn zusje en Jerom kan voorkomen dat de heks hem te pakken krijgt. Jerom besluit Astrotol te halen en vertrekt met de tijmtrotter. Samen gaan ze terug en Astrotol plant toverknollen rond de Dolly-boom. Als de boom volgroeid is, zal Dolly weer een mens worden. Dit zal echter heel lang duren.
Astrotol besluit dan de heks uit het peperkoekhuisje van de Efteling te gaan halen om de stiefmoeder van Hans en Grietje in een val te laten lopen. Samen met Jerom vertrekt hij met de tijmtrotter. Ze nemen de holle pop mee uit het peperkoekhuisje en zetten haar voor het peperkoekhuisje op de Hans en Grietje planeet neer. De dochter van de heks rent op haar moeder af en valt in een put. Jerom vertelt dat hij haar los zal laten als ze Dolly weer terugtovert en dit gebeurt. Dan is de heks erg teleurgesteld als ze ontdekt dat het niet haar moeder is, maar een pop. Astrotol besluit dezelfde toverspreuk te gebruiken als bij Reinaard. De heks wordt tot leven gewekt en ze beloven Hans en Grietje voor altijd met rust te laten. 
De vader van Hans en Grietje is erg blij zijn kinderen terug te zien. Dolly neemt nog stukjes van het peperkoekhuisje mee en geeft dit aan de kinderen. Ze hen vertelt over Hans en Grietje en de kinderen vinden het heerlijk speculaas. Jerom gaat nog terug naar de Efteling om een andere pop in het peperkoekhuisje te plaatsen.